# Germán Lauro
Germán Lauro, född 2 april 1984, är en argentinsk friidrottare. Han deltog vid olympiska sommarspelen 2008, olympiska sommarspelen 2012 och olympiska sommarspelen 2016.